# Hans Otto Herrmann
Hans Otto Herrmann, auch Hermann (* um 1799 in Dresden; † 17. November 1834 in Berlin) war ein deutscher Lithograf und Landschaftsmaler.

## Leben
Er begann mit einigen Werken in Sachsen, bevor er sich um 1828 als Lithograf in Berlin niederließ. In der Zeit entstanden hauptsächlich Bilder mit Berliner und Potsdamer Stadtansichten sowie eine Serie von Eberswalder Ansichten. 1828, 1830, 1832 und 1834 beteiligte er sich mit seinen Lithografien an den Ausstellungen der Berliner Akademie. Er lithografierte u. a. nach Johann Friedrich Bause, Carl Friedrich Schulz und Domenico Quaglio. Er war verheiratet mit Christiane Drewitz. Sie hatten drei Söhne (geb. 1829, 1830 und 1832).